# دانیل شکتر
دانیل شَکتر (انگلیسی: Daniel Schacter؛ زادهٔ ۱۷ ژوئن ۱۹۵۲) یک روان‌شناس و عصب‌پژوه برجستهٔ اهل ایالات متحده آمریکا است.
شهرت او به واسطهٔ پژوهش‌های مهمش در زمینهٔ حافظه و یادزدودگی، با تمرکزِ ویژه بر تمایز میان حافظهٔ خودآگاه و ناخودآگاه و مکانیسم‌های مغزی حافظه است. او هم‌اکنون استاد دانشگاه هاروارد است.
وی همچنین برندهٔ جوایزی همچون کمک‌هزینه گوگنهایم شده‌است و مولف کتاب‌های فراوانی حوزهٔ روان‌شناسی بوده است.